# Lồng nghiệp chướng
Krong Karm (tên tiếng Thái: กรงกรรม, tên tiếng Việt: Lồng nghiệp chướng) là bộ phim truyền hình Thái Lan phát sóng vào năm 2019 do hãng Act Art Generation Company Limited sản xuất. Phim nói về đề tài gia đình người Thái gốc Hoa của thế kỷ trước.
Bộ phim được tìm kiếm nhiều nhất trên Google Thái Lan năm 2019. Đây cũng là bộ phim đạt được rating cao nhất của Channel 3 (CH3) trong năm 2019. Bộ phim lấy chủ đề về gia đình, xoay quanh câu chuyện về cuộc sống của nàng dâu khi về nhà chồng. Diễn xuất của nữ ngôi sao hàng đầu Ranee Campen đã không làm người xem thất vọng khi có thể khiến khán giả cùng vui cùng buồn cùng khóc theo từng tập phim.

## Nội dung
Phim xoay quanh gia đình người phụ nữ tên Yoi (Mai Charoenpura), cùng những câu chuyện hết sức đời thường với 4 người con trai của bà. Achai (Thakrit Tawanpong) là con trai cả, anh xuất thân từ quân đội nhưng lại đem lòng yêu một cô gái làng chơi tên là Renu (Ranee Campen) và nhất quyết lấy cô ấy về làm vợ cho dù đã có vị hôn thê là Philai (Pitchapa Phanthumchinda). Sau mọi nỗ lực ngăn cản anh kết hôn với Renu không thành công, Yoi đã dàn xếp gả Philai cho con trai thứ 2 của mình và tặng cho họ nhà, cửa hàng.
Con trai thứ ba của bà tên Asa (Jirayu Tangsrisuk), anh là chàng trai không chỉ tốt bụng mà còn đẹp trai, thông minh và quyến rũ. Khi Yoi phát hiện ra anh có tình cảm với Janta (Preeyakarn Jaikanta), bà tìm cách ngăn cản họ đến với nhau và mai mối cho Asa với một gia đình giàu có. Con trai út Asee (Vachiravit Paisarnkulwong) vẫn còn là một học sinh, một cậu bé ngỗ ngược và khó bảo. Vì vẫn đang ở tuổi ăn tuổi chơi mà Asee lúc nào cũng vui vẻ, không biết được hậu quả những hành động mình làm, và việc cố gắng quyến rũ chị của Renu là điều thực sự đáng xấu hổ.

## Diễn viên

### Diễn viên chính
- Mai Charoenpura vai Yoi Atsawarungrueangkit
- Ranee Campen vai Renu - con dâu Yoi, vợ của Achai
- Jirayu Tangsrisuk vai Kamon Atsawarungrueangkit (Asa) - con trai thứ ba của Yoi
- Thakrit Tawanpong vai Pathom Atsawarungrueangkit (Achai) - con trai cả của Yoi, chồng Renu
- Chanatip Phothongka vai Prasong Atsawarungrueangkit (Atong) - con trai thứ hai của Yoi
- Vachiravit Paisarnkulwong vai Mongkol Atsawarungrueangkit (Asee) - con trai thứ tư của Yoi
- Preeyakarn Jaikanta vai Janta - người yêu của Asa, về sau là vợ sau của Asa
- Pitchapa Phanthumchinda vai Philai
- Rinrada Kaewbuasai vai Wanna - em gái Renu và người yêu của Asee
- Oranate D. Caballes vai Phiangpen - vợ đầu của Asa
- Denkhun Ngamnet vai Karn - người yêu của Phiangpen

### Diễn viên phụ
- Prinn Wikran vai Lakseng - chồng của Yoi
- Thunyaphat Pattarateerachaicharoen vai Boonplook - nhân viên của Yoi
- Atthaphon Thetthawong vai Pom - nhân viên của Yoi, anh trai của Boonplook
- Jitpanu Klomkaew vai Trợ lý trưởng Jinnakorn
- Arisara Wongchalee vai Tim - bạn làng chơi của Renu
- Oijai Dan-esan vai Pranom - bạn làng chơi của Renu
- Thanchanok Hongthongkam vai Wan - bạn làng chơi của Renu
- Paweena Charivsakul vai Phikul - mẹ của Philai
- Waraphan Nguitrakul vai Muinee - chủ của Janta
- Pawanrat Naksuriya vai Dì Mao - bà bán hàng ở chợ
- Orasa Isarankura na Ayudhya vai Bà Puay Huay - bà của Muinee
- Kasama Nitsaiphan vai Trưởng làng Sorn - bố của Phiangpen
- Janya Thanasawangkul vai Dì Si - em gái của Sorn
- Prissana Klampinij vai Somporn - vợ của Sorn, mẹ của Phiangpen
- Natanee Sitthisaman vai Raem - người hầu của Sorn
- Pichet Aimchaona vai Cậu Sit - quản lý ban nhạc luk thung
- Chalad Na Songkhla vai Cậu Cherd - cựu nhân viên của Philai
- Kudkingraks Kidkidsaranang vai A - chủ tiệm vàng
- Sirinrat Vidhyaphum vai Ornpannee - vợ hai của Achai
- Karunchida Khumsuwan vai Mala - cô gái tuổi teen đang tán tỉnh Asee
- Nisachon Tuamsoongnuen vai Bang-orn - người phụ nữ trẻ đang tán tỉnh Karn
- Khunkanich Koomkrong vai Khun - mẹ của Karn
- Napat Chumjittri vai Wang - bạn của Karn
- Danai Jarujinda vai Somdee - thầy pháp trẻ

### Khách mời
- Siripon Yuktadatta vai Saithong - chị gái của Renu
- Sirintra Niyakorn vai Rerai - mẹ của Renu, Saithong, Wanna
- Chomchai Chatwilai vai Bà Lim - bà của Lak Seng
- Suchao Pongwilai vai Korn - thầy pháp già
- Visarut Hiranbuth vai Dam - chồng của Saithong
- Kosawis Piyasakulkaew vai Subin - anh rể của Jinnakorn
- Chotiros Kaewpinit vai Krongkaeo - chị gái của Jinnakorn
- Pakapol Tanpanich vai Pok (lúc nhỏ) - con trai đầu của Renu
- Pongtiwat Tangwancharoen vai Pok (trưởng thành)
- Pakpuseth Chakornviroj vai Pranot - con trai thứ hai của Renu
- Patiparn Meemang vai Lakseng (lúc nhỏ)
- Natcha Phosung vai Yoi (lúc nhỏ)
- Pornnapat Wongwiwat vai Yam - em gái của Yoi
- Ratklao Amaradit vai Yam (cameo)

## Đón nhận
Lồng nghiệp chướng là bộ phim phần trước theo cốt truyện của bộ phim truyền hình nổi tiếng CH3 năm 2015, Sud Kaen Saen Rak.
Bộ phim được tìm kiếm nhiều nhất trên Google Thái Lan năm 2018.
Bộ phim đánh dấu sự tái xuất màn ảnh nhỏ của ca sĩ nổi tiếng Mai Charoenpura sau nhiều năm không diễn xuất.
Đối với nữ chính Bella Ranee Campen, đây tiếp tục là bộ phim đạt rating cao nhất đài CH3 sau bộ Ngược dòng thời gian để yêu anh năm 2018.
Bộ phim và nữ chính Bella đã giành được nhiều giải thưởng lớn nhỏ trong nhiều sự kiện, lễ trao giải khác nhau.
Tiếp nối thành công rực rỡ đó, nhà sản xuất kiêm đạo diễn Off Pongpat sẽ cho ra mắt phần 2 của phim. Nguồn tin cho rằng tác giả nổi tiếng Julamanee hiện đang viết một cuốn tiểu thuyết mới có tựa là Rabam Boon, phần 2 của bộ phim truyền hình nổi tiếng Lồng nghiệp chướng với sự tham gia của James Jirayu, Bella Ranee, Mai Charoenpura,... Phim là câu chuyện về Kamala, con gái của Asee (Vachiravit Paisarnkulwong) và Mala (Karunchida Khumsuwan). Asa (Jirayu Tangsrisuk) và Janta (Preeyakarn Jaikanta) chăm sóc Kamala như những đứa trẻ của họ. Khi lớn lên, Kamala muốn tìm người mẹ thực sự của mình sau khi cô biết về câu chuyện của mình. Khi cô gặp mẹ mình, mọi thứ không như cô mong đợi.

## Rating
| Tập        | Ngày phát sóng | Rating |
| ---------- | -------------- | ------ |
| 1          | 26-02-2019     | 3.17   |
| 2          | 04-03-2019     | 3.45   |
| 3          | 05-03-2019     | 3.71   |
| 4          | 11-03-2019     | 4.7    |
| 5          | 12-03-2019     | 5.09   |
| 6          | 18-03-2019     | 5.06   |
| 7          | 19-03-2019     | 5.74   |
| 8          | 25-03-2019     | 4.81   |
| 9          | 26-03-2019     | 5.47   |
| 10         | 01-04-2019     | 5.66   |
| 11         | 02-04-2019     | 6.32   |
| 12         | 08-04-2019     | 7.26   |
| 13         | 09-04-2019     | 7.35   |
| 14         | 15-04-2019     | 5.89   |
| 15         | 16-04-2019     | 7.39   |
| 16         | 22-04-2019     | 7.58   |
| 17         | 23-04-2019     | 8.85   |
| 18         | 29-04-2019     | 9.95   |
| 19         | 30-04-2019     | 11.14  |
| Trung bình | Trung bình     | 6.24   |

## Ca khúc nhạc phim
- ผิดหรือที่รักเธอ / Phit Rue Thi Rak Thoe (Yêu Anh Có Là Sai?) Thể hiện bởi: Mai Charoenpura
- ถ้าเลือกได้ / Tha Lueak Dai (Nếu Có Thể Lựa Chọn) Thể hiện bởi: Gam Wichayanee
- ใจสีเทา / Chai Si Thao (Trái Tim Màu Xám) Thể hiện bởi: Jirayu Tangsrisuk

## Giải thưởng và đề cử
| Giải thưởng                        | Hạng mục                        | Tác phẩm được đề cử                                                                   | Kết quả   |
| ---------------------------------- | ------------------------------- | ------------------------------------------------------------------------------------- | --------- |
| Press Awards 2019                  | Best performance                | Mai Charoenpura (as Yoi)                                                              | Đoạt giải |
| Press Awards 2019                  | Best supporting actor           | Chanathip Phothongkam (as Tong)                                                       | Đoạt giải |
| Press Awards 2019                  | Best supporting actress         | Arisara Wongchalee (as Tim)                                                           | Đoạt giải |
| Press Awards 2019                  | Best rising star                | Thunyaphat Pattarateerachaicharoen (as Bunpluk)                                       | Đoạt giải |
| Press Awards 2019                  | Best original work (novel)      | Chulamanee                                                                            | Đoạt giải |
| Asian Academy Creative Awards 2019 | Best actor in leading role      | Jirayu Tangsrisuk (as Sa)                                                             | Đề cử     |
| Asian Academy Creative Awards 2019 | Best actor in supporting role   | Denkhun Ngamnet (as Kan)                                                              | Đề cử     |
| Asian Academy Creative Awards 2019 | Best actress in supporting role | Pitchapa Phanthumchinda (as Philai)                                                   | Đề cử     |
| Asian Academy Creative Awards 2019 | Best direction (fiction)        | Pongpat Wachirabunjong                                                                | Đề cử     |
| Asian Academy Creative Awards 2019 | Best theme song                 | "Phit Rue Thi Rak Thoe" (composed by Narongvit Techathanawat and Chakkrit Makkhanaso) | Đề cử     |
| Asian Academy Creative Awards 2019 | Best drama series               |                                                                                       | Đề cử     |
| 5th Maya Awards                    | Best actor in leading role      | Jirayu Tangsrisuk (as Sa)                                                             | Đoạt giải |
| 5th Maya Awards                    | Best drama series               |                                                                                       | Đoạt giải |
| 34th TV Gold Awards                | Best actress in leading role    | Mai Charoenpura (as Yoi)                                                              | Đoạt giải |
| 34th TV Gold Awards                | Best actor in leading role      | Jirayu Tangsrisuk (as Sa)                                                             | Đề cử     |
| 34th TV Gold Awards                | Best actress in supporting role | Pitchapa Phanthumchinda (as Philai)                                                   | Đề cử     |
| 34th TV Gold Awards                | Best artistic composition       |                                                                                       | Đề cử     |
| 34th TV Gold Awards                | Best direction                  | Pongpat Wachirabunjong                                                                | Đoạt giải |
| 34th TV Gold Awards                | Best screenplay                 | Yingyot Panya                                                                         | Đoạt giải |
| 16th Kom Chad Luek Awards          | Best actress in leading role    | Mai Charoenpura (as Yoi)                                                              | Đoạt giải |
| 16th Kom Chad Luek Awards          | Best actress in leading role    | Ranee Campen (as Renu)                                                                | Đề cử     |
| 16th Kom Chad Luek Awards          | Best actor in leading role      | Jirayu Tangsrisuk (as Sa)                                                             | Đề cử     |
| 16th Kom Chad Luek Awards          | Best actor in supporting role   | Chanathip Phothongkam (as Tong)                                                       | Đề cử     |
| 16th Kom Chad Luek Awards          | Best actress in supporting role | Pitchapa Phanthumchinda (as Philai)                                                   | Đoạt giải |
| 16th Kom Chad Luek Awards          | Best direction                  | Pongpat Wachirabunjong                                                                | Đoạt giải |
| 16th Kom Chad Luek Awards          | Best television drama           |                                                                                       | Đoạt giải |
| 16th Kom Chad Luek Awards          | Best screenplay                 | Yingyot Panya                                                                         | Đoạt giải |
| 2020 LINE TV Awards                | Best Dramatic Scene             |                                                                                       | Đề cử     |
| 2020 LINE TV Awards                | Best Viral Scene                |                                                                                       | Đề cử     |
| 11th Nataraj Awards                | Best actor in leading role      | Jirayu Tangsrisuk (as Sa)                                                             | Đoạt giải |
| 11th Nataraj Awards                | Best actress in supporting role | Pitchapa Phanthumchinda (as Philai)                                                   | Đoạt giải |
| 11th Nataraj Awards                | Best theme song                 | "Phit Rue Thi Rak Thoe" (composed by Narongvit Techathanawat and Chakkrit Makkhanaso) | Đoạt giải |
| 11th Nataraj Awards                | Best drama series               |                                                                                       | Đoạt giải |
| 11th Nataraj Awards                | Best direction                  | Pongpat Wachirabunjong                                                                | Đoạt giải |
| 11th Nataraj Awards                | Best screenplay                 | Yingyot Panya                                                                         | Đoạt giải |